# Johann Baptist Metz
Johann Baptist Metz (Velluck, 5 agosto 1928 – Munster, 2 dicembre 2019) è stato un teologo tedesco.
Ha compiuto gli studi di filosofia e teologia a Bamberga, Innsbruck e Monaco di Baviera.

## Biografia

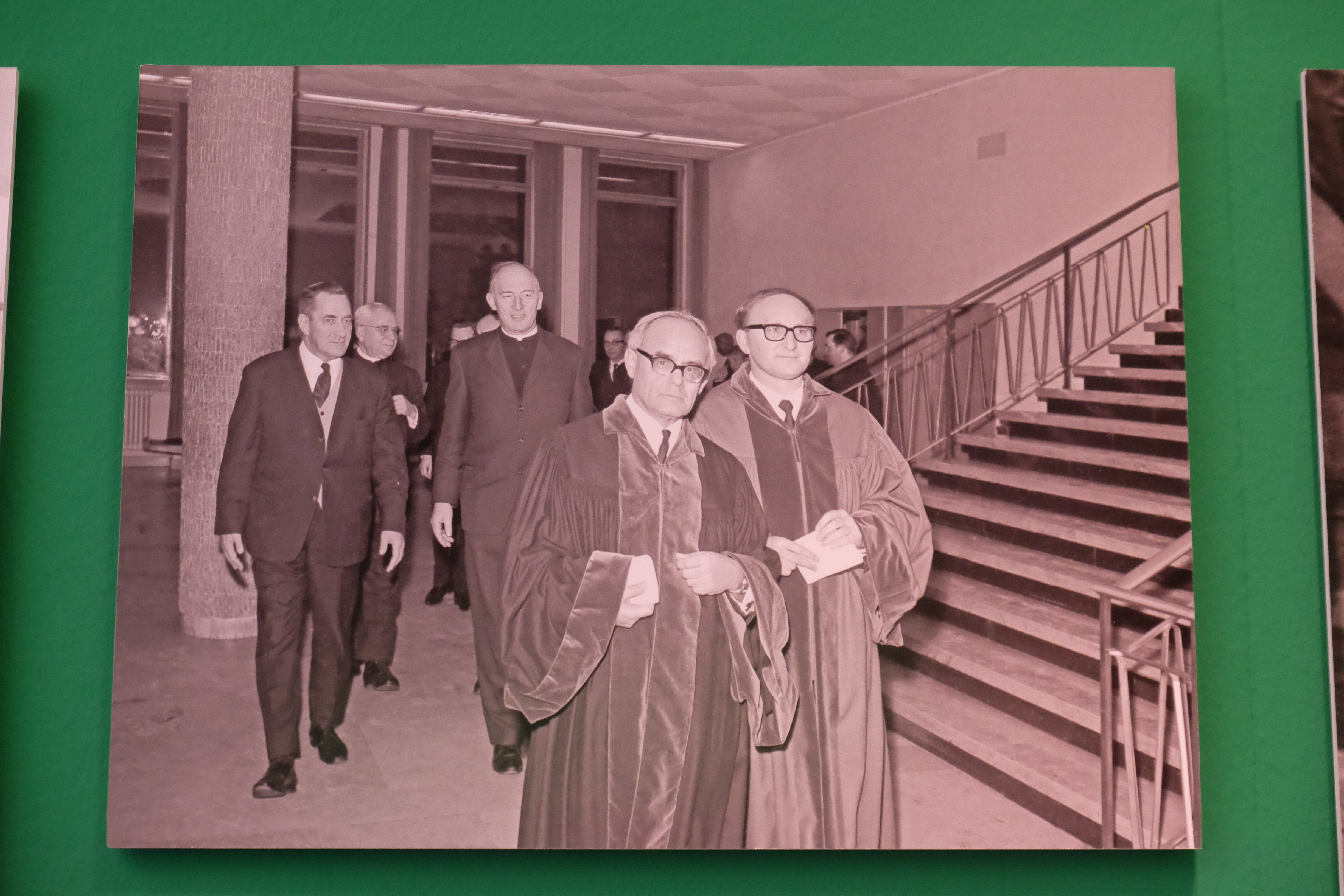
Karl Rahner e J.B. Metz alla lezione d'inizio del suo insegnamento nel 1971

Consegue il dottorato in filosofia nel 1952 e in teologia nel 1961. Discepolo di Karl Rahner, dalla cui impostazione trascendentale si è poi allontanato sensibilmente, è annoverato fra i fondatori e i massimi rappresentanti di quella nuova teologia politica che avrà vasta eco nel mondo accademico e si esprimerà, fra l'altro, nelle teologie della liberazione, le quali troveranno il loro terreno di elezione naturale non solo in America Latina ma, più ampiamente, nei paesi del terzo mondo.
Dal 1963 al 1993 è stato docente di teologia fondamentale all'Università di Münster. Successivamente ha insegnato Christliche Weltanschauung ("la visione cristiana del mondo") all'Università di Vienna, come docente invitato. Membro consultivo di diverse istituzioni ecclesiastiche, scientifiche e culturali, è pure da annoverarsi tra i fondatori della rivista internazionale di teologia Concilium.